# Fabiola Colmenares
María Fabiola Colmenarez Rodríguez (Barquisimeto, Venezuela, 28 de agosto de 1974) es una actriz, modelo, presentadora y política venezolana.

## Biografía
Nació en Barquisimeto, Lara, y fue criada durante gran parte de su adolescencia en La Guaira, Vargas.
Inició su carrera participando en el certamen de belleza "Miss Venezuela 1994", en el cual representó al Estado Lara y aunque no ganó decidió dedicarse a la actuación. Empezó con la telenovela Como tú ninguna protagonizada por Gabriela Spanic y Miguel de León. Luego apareció en otras destacadas telenovelas como Sol de tentación, El país de las mujeres y Amantes de luna llena.
En el 2001, protagoniza la telenovela peruana Cazando a un millonario junto a Diego Bertie con un éxito moderado. Pero en 2003 protagonizó la exitosa telenovela de Venevisión, Cosita rica junto al actor colombiano Rafael Novoa. Sus últimas incursiones en las telenovelas fueron en las telenovelas El amor las vuelve locas, con un rol antagónico y su último protagónico fue en Los Querendones al lado de Jorge Reyes. En el 2006 conduce el programa Necesito una amiga junto con Alejandra Maldonado, producido por Ibis Ebro. 
Pero en 2008 es despedida de Venevisión tras promover campañas políticas a través de su fama en televisión en contra del Gobierno de Venezuela. Actualmente es dirigente nacional del partido Voluntad Popular.
Fue candidata a la alcaldía del municipio Vargas, estado Vargas, por la Mesa de la Unidad (MUD), la cual quedó de segundo lugar con 47.410 votos, con el 34,84% contra el en ese momento alcalde Alexis Toledo, con 67.923 votos con el 49,91%.
Actualmente es directora del canal venezolano con sede en Estados Unidos, VPItv.

## Televisión
| Año       | Teleserie                | Personaje                       | Cadena Televisiva        | País           |
| --------- | ------------------------ | ------------------------------- | ------------------------ | -------------- |
| 2007      | Acorralada               | Ella misma                      | Venevisión Internacional | Venezuela      |
| 2006      | Necesito una amiga       | Conductora                      | Venevisión Internacional | Venezuela      |
| 2006      | Los Querendones          | Fe Quintero                     | Venevisión               | Venezuela      |
| 2005      | El amor las vuelve locas | Raquel Espina                   | Venevisión               | Venezuela      |
| 2003-2004 | Cosita rica              | Paula Chacón "Paula C"          | Venevisión               | Venezuela      |
| 2002      | Las González             | Lirio de Mora                   | Venevisión               | Venezuela      |
| 2002      | Mambo y canela           | La Cachorra                     | Venevisión               | Venezuela      |
| 2001      | Cazando a un millonario  | Eva Alonso Petillon             | Venevisión Internacional | Venezuela Perú |
| 2000-2001 | Amantes de luna llena    | María Celeste "La Vikinga"      | Venevisión               | Venezuela      |
| 1999-2000 | Toda mujer               | Katiuska Grun                   | Venevisión               | Venezuela      |
| 1998-1999 | El país de las mujeres   | Sandra Villanueva de Aristimuño | Venevisión               | Venezuela      |
| 1997      | Amor mío                 | Yolanda                         | Venevisión               | Venezuela      |
| 1996-1997 | Sol de tentación         | Marta Irazábal                  | Venevisión               | Venezuela      |
| 1994-1995 | Como tú ninguna          | Yamilex Gil                     | Venevisión               | Venezuela      |

## Cine
- 2007,   Ni tan largos... ni tan cortos